# Glasgow City LFC
Glasgow City LFC is een vrouwenvoetbalclub uit Glasgow waarvan het eerste team uitkomt in de Scottish Women's Premier League. De club heeft ook een reserveteam en een jeugdteam.
Glasgow City LFC werd in 1998 opgericht door Laura Montgomery en Carol Anne Stewart. Ze spelen hun thuiswedstrijden in Petershill Park. De clubkleuren zijn oranje en zwart.

## Clubrecords
- Grootste overwinning: 29-0 tegen FC Kilmarnock, mei 2010
- Grootste verlies: 0-10 tegen Turbine Potsdam, Champions League, 2 november 2011
- Topscorer: 170, Suzanne Lappin
- De meeste competitiedoelpunten in een seizoen: 42, Leanne Ross 2010
- Meeste doelpunten in een seizoen: 54, Leanne Ross 2010
- Meeste doelpunten in een wedstrijd: 12, Debbie McWhinnie tegen Motherwell, februari 2004

## Erelijst
- Scottish Women's Premier League, kampioenen (8 keer): 2004-05, 2007-08, 2008-09, 2009, 2010, 2011, 2012, 2013
- Scottish Women's Cup, winnaar (6 keer): 2004, 2006, 2009, 2011, 2012, 2013
- Scottish Women's Premier League Cup, winnaar (3 keer): 2008-09, 2009, 2012, 2013, 2014
- Scottish First Division, winnaar: 1998-1999

## Bekende (oud-)spelers
- Erin Cuthbert
- Lisa Evans